# Pemphigus vulgaris (insect)
Pemphigus vulgaris is een plantenluis uit de familie Pemphigidae. De wetenschappelijke naam van de soort is in 1978 voor het eerst geldig gepubliceerd door D.N. Raychaudhuri, P.K. Pal en M.R. Ghosh.
De soort komt onder meer voor in India.